# Dysmachus rectus
Dysmachus rectus är en tvåvingeart som beskrevs av Becker 1923. Dysmachus rectus ingår i släktet Dysmachus och familjen rovflugor. Inga underarter finns listade i Catalogue of Life.